# ستيفان سافيتش
ستيفان سافيتش هو لاعب من الجبل الأسود، مولود في 8 يناير 1991 وهو يلعب حاليا في صفوف نادي أتلتيكو مدريد في الدوري الإسباني الدرجة الأولى في مركز المدافع.

## مسيرته الكروية

### مسيرة صربيا
بدأ سافيتش مسيرته الاحترافية كلاعب كرة قدم في نادي بورسا الصربي في موسم 2009/2008. وفي بداية موسم 2010 أجرى اختبارا مع فريق آرسنال لمدة 10 أيام وقد تم الاتفاق مبدئيا على أن يتم انتدابه في موسم الانتقالات الصيفية ولكن الانتداب لم يتم.
في 29 أغسطس 2010 تم إعلان خبر انتقال ستيفان سافيتش إلى نادي بارتيزان الصربي بعد إمضائه لعقد يمتد لأربع مواسم مع هذا الفريق، وكان رقم قميصه 15.

### مانشستر سيتي
بعد مسيرة امتدت لثلاث سنوات في صربيا انتقل سافيتش إلى مانشستر سيتي في 6 يوليو 2011 وأمضى عقدا يمتد لأربع مواسم، وكان أول ظهور له مع فريقه الجديد يوم 15 أغسطس 2011، حينما لعب كلاعب بديل ضد سوانزي سيتي صانعا لنفسه بداية قوية في بداية مسيرته.
في 1 أكتوبر 2011 استطاع ستيفان سافيتش إمضاء أول أهدافه مع مانشستر سيتي في مباراة انتهت بفوز فريقه بنتيجة 4-0 ضد بلاكبيرن روفرز، وقد كان هذا الهدف هو الهدف الرابع في هذه المباراة، وهو الهدف الذي سجله عن طريق ضربة ركنية كانت قد نفذت من سمير نصري في الدقيقة 88.
و كان سافيتش قد عوض فينسينت كومباني في عدة مباريات كان هذا الأخير موقوفا فيها، وقد أبرز في هذه المباريات قيمته الدفاعية. ولكنه بعد عودة فينسينت كومباني عاد هو إلى بنك الاحتياط من جديد ولكنه يبقى من أبرز المدافعين في فريقه وأبرز معوض لأي مدافع، في انتظار انتزاعه لمكانه كأساسي.

## مسيرته مع منتخب بلاده
سافيتش مثل الجبل الأسود في جميع مراحل شبابه حيث لعب مع منتخب الجبل الأسود لكرة القدم تحت سن 17، تحت سن 19 وتحت سن 21، وقد لعب أول مباراة له مع منتخبه يوم 11 أغسطس 2010 ضد أيرلندا الشمالية في مباراة وديــة.
كما لعب ستيفان سافيتش مباراة ودية مع منتخب ألبانيا لكرة القدم وانتهت المباراة بفوز ألبانيا بنتيجة 3-2، وقد سجل سافيتش فيها ثنائية الجبل الأسود رغم الهزيمة.
ولعل أبرز مباراة دولية لعبها سافيتش كانت ضد منتخب إنجلترا لكرة القدم يوم 7 أكتوبر 2011 في نطاق التصفيات المؤهلة إلى كأس الأمم الأوروبية وقد انتهت المباراة بالتعادل الإيجابي 2-2، وقد سجل سافيتش هدف التعادل الثاني والأخير في المباراة في الدقيقة 90.

## إحصائيات
| أدائه مع النادي | أدائه مع النادي | أدائه مع النادي          | الدوري | الدوري  | الكأس       | الكأس       | كأس الدوري | كأس الدوري | على المستوى الدولي | على المستوى الدولي | المجموع | المجموع |
| موسم            | النادي          | الدوري                   | الظهور | الأهداف | الظهور      | الأهداف     | الظهور     | الأهداف    | الظهور             | الأهداف            | الظهور  | الأهداف |
|                 |                 |                          | الدوري | الدوري  | الكأس       | الكأس       | كأس الدوري | كأس الدوري | على المستوى الدولي | على المستوى الدولي | المجموع | المجموع |
| --------------- | --------------- | ------------------------ | ------ | ------- | ----------- | ----------- | ---------- | ---------- | ------------------ | ------------------ | ------- | ------- |
| 2008–09         | نادي بورسا      | الدوري الصربي            | 3      | 0       | 0           | 0           | –          | –          | 0                  | 0                  | 3       | 0       |
| 2009–10         | نادي بورسا      | كأس السوبر الصربي        | 21     | 1       | 1           | 1           | –          | –          | 0                  | 0                  | 22      | 2       |
| 2010–11         | نادي بورسا      | كأس السوبر الصربي        | 3      | 0       | 0           | 0           | –          | –          | 0                  | 0                  | 3       | 0       |
| 2010–11         | نادي بارتيزان   | كأس السوبر الصربي        | 20     | 1       | 4           | 0           | –          | –          | 4                  | 0                  | 28      | 1       |
| إنجلترا         | إنجلترا         | إنجلترا                  | الدوري | الدوري  | كأس الاتحاد | كأس الاتحاد | كأس الدوري | كأس الدوري | أبطال أوروبا       | أبطال أوروبا       | المجموع | المجموع |
| 2011–12         | مانشستر سيتي    | الدوري الإنجليزي الممتاز | 11     | 1       | 1           | 0           | 5          | 0          | 3                  | 0                  | 20      | 1       |
| المجموع         | صربيا           | صربيا                    | 47     | 2       | 5           | 1           | –          | –          | 4                  | 0                  | 56      | 3       |
| المجموع         | إنجلترا         | إنجلترا                  | 11     | 1       | 1           | 0           | 5          | 0          | 3                  | 0                  | 20      | 1       |
| مجموع مسيرته    | مجموع مسيرته    | مجموع مسيرته             | 58     | 3       | 6           | 1           | 5          | 0          | 7                  | 0                  | 76      | 4       |